# Пинтилие, Георге
Георге Пинтилие (рум. Gheorghe Pintilie; 1902, Тирасполь — 1985, Бухарест), настоящее имя Тимофей Бондаренко (укр. Тимофій Бондаренко), партийные прозвища Пантюша, Ануша) — румынский коммунист украинского происхождения, советский разведчик, основатель и первый директор спецслужбы Секуритате. Организатор массовых репрессий в стране и чисток в правящей румынской компартии. Один из ближайших сподвижников Георге Георгиу-Дежа. Отстранён от руководства в порядке румынской десталинизации, при Николае Чаушеску исключён из РКП.

## В российской гражданской войне
Родился в малоимущей семье приднестровских украинцев (распространённое в Румынии предположение о его еврейской национальности является ошибочным). При рождении получил имя Тимофей Бондаренко. По официальной биографии, вынужден был самостоятельно зарабатывать с одиннадцатилетнего возраста — сначала на лесозаготовках, потом на металлургическом заводе.
В 1917 поддержал партию большевиков. В годы российской Гражданской войны воевал в Красной Армии. Отличался храбростью, жестокостью и авантюрными наклонностями. По случайным обстоятельствам принял имя Пантелеймон и прозвище Пантюша, под которым впоследствии приобрёл широкую известность.

## В румынском коммунистическом подполье
В 1925 поступил на службу в Тираспольское ОГПУ (впоследствии НКВД). С 1926 занимался разведывательно-диверсионной деятельности в Румынии. В 1928 был внедрён на румынской территории. В качестве румынского коммуниста Бондаренко принял имя Георге Пинтилие, сохранив прозвища Пантюша, а также Ануша. Участвовал в организации нелегальных ячеек Румынской коммунистической партии (РКП). Специализировался на партийной службе безопасности — выявлении и нейтрализации агентуры Сигуранцы, создании собственной осведомительской сети.
Был арестован Сигуранцой, провёл в тюрьмах более десятилетия. В тюрьме Дофтана близко сошёлся с ведущими деятелями РКП Георге Георгиу-Дежем, Иосифом Кишинёвским, Теохари Джорджеску. Организовал в местах заключения систему выявления внедрённых агентов, наладил сбор и обработку информации для Георгиу-Дежа.

## В руководстве Секуритате
23 августа 1944 в результате вооружённого восстания и государственного переворота был свернут правящий режим генерала Антонеску. Заключённые коммунисты, в том числе Георге Пинтилие, были освобождены. РКП, опирающаяся на поддержку советских войск, стала решающей политической силой новой правящей коалиции.
Сразу после освобождения Георге Пинтилие установил связь с советской резидентурой. Находился в непосредственном подчинении эмиссаров МГБ СССР — полковника Федичкина, генерала Савченко, полковника Сахаровского. Под их прямым курированием Пинтилие выстраивал систему румынских коммунистических спецслужб и карательных органов.
С июня 1948 Георге Пинтилие состоял в ЦК РКП (в 1948—1965 — Румынская рабочая партия). Возглавлял Gospodăriei de partid — хозяйственное управление ЦК РКП. В эту систему структурно входила партийная служба безопасности. Уже тогда Пинтилие организовывал и руководил партийными чистками — внутренними репрессиями против оппонентов генерального секретаря Георгиу-Дежа. Поддерживал тесную связь с соответствующими подразделениями НКВД и МГБ СССР. Пинтилие лично участвовал в похищении Штефана Фориша (предшественник Георгиу-Дежа на посту генерального секретаря) и собственноручно убил его ударами лома.
30 августа 1948 в структуре МВД Румынской Народной Республики (РНР) был учреждён Департамент госбезопасности — Секуритате. Первым директором Секуритате был назначен Георге Пинтилие в звании генерал-лейтенанта. (Его заместителями стали генералы Александр Никольский и Владимир Мазуру — (первый родом из Тирасполя, второй из Кишинёва, оба ранее служили в НКВД СССР). По должности Пинтилие являлся заместителем министра внутренних дел — Теохари Джорджеску, Александру Дрэгича, Павела Штефана.
На протяжении полутора десятилетий Георге Пинтилие стоял во главе карательного аппарата РКП-РНР, был главным организатором массовых репрессий. Руководил подавлением антикоммунистического повстанческого движения. Внедрял систему лагерей принудительного труда (по его выражению, «кладбище румынской буржуазии»), подобных строительству канала Дунай — Чёрное море. Организовал «экспериментальную тюрьму» в Питешти, где заключённые (легионеры, либералы, цэрэнисты, православные священнослужители, христианские и сионистские активисты) подвергались интенсивному «перевоспитанию» — сочетанию физического насилия с публичными унижениями, глумлением над убеждениями, принудительным изучением сталинских сочинений (для внутритюремного насилия и издевательств привлекались преступники-беспредельщики типа Эуджена Цуркану). Отдавал приказы о бессудных убийствах заключённых «при попытке к бегству». Под руководством Пинтилие действовали известные своей жестокостью офицеры госбезопасности — Николае Плешицэ, Николае Дойкару, Михай Патричу, Георге Крэчун и другие. Количество арестованных, заключённых и депортированных по приказам Пинтилие оценивается в 400 тысяч человек.
Межведомственные трения возникали между Георге Пинтилие как начальником госбезопасности и Павлом Кристеску как начальником милиции. Пинтилие был против подключения милиционеров к контрповстанческим операциям. Эти противоречия удалось, однако, уладить. Офицеры милиции становились информаторами Секуритате. Кристиску снабдил Пинтилие партией сигарет Plugar, конфискованных как контрабанда и спекулятивный товар. Закупленный вагон обеспечил Пинтилие сигаретами на много лет вперёд.
Ключевую роль играл Пинтилие и в продолжающихся партийных чистках. По его приказу был арестован, осуждён и казнён бывший министр юстиции Лукрециу Пэтрэшкану, оппонировавший Георгиу-Дежу. В порядке румынского варианта «борьбы с космополитизмом» (Пинтилие и сам был склонен к антисемитизму) готовился показательный процесс над Анной Паукер и группой её сподвижников. Паукер уже была арестована и подвергнута пыткам на допросах, освобождена только вмешательством из Москвы.
Пинтилие последовательно устранял реальных и потенциальных противников Георгиу-Дежа. Со своей стороны, генеральный секретарь высоко ценил директора Секуритате. Александру Бырлэдяну — кандидат в члены Политбюро ЦК и член правительства РНР; впоследствии видный деятель румынской антикоммунистической революции — отмечал, что Георгиу-Деж безгранично доверял Пантюше ещё со времён тюрьмы, а Пантюша ничего не предпринимал без приказа Георгиу-Дежа.
В начале 1949 Георге Пинтилие участвовал в закрытом совещании у министра внутренних дел Джорджеску. Было принято решение о бессудных тюремных убийствах партизан, получивших сроки свыше пятнадцати лет. Исполнение поручалось майору милиции Эуджену Алимэнеску, известному как «Железный комиссар». Тайные убийства оформлялись как «пресечение попытки к бегству». Экзекуциям подвеглись десятки людей в тюрьмах Тимишоары, Клужа, Лугожа, Питешти, Жилавы.
Когда в 1952 Пинтилие подвергся критике за злоупотребления, в его защиту выступил лично Георгиу-Деж. Секретарь ЦК РКП по идеологии и кадрам Иосиф Кишинёвский подчеркнул, что «партия доверяет товарищу Ануше, который оказал руководству важные услуги».

## В отставке
Хрущёвская оттепель и десталинизация в СССР вызывали серьёзное беспокойство в руководстве РКП. В правящей группе наметился раскол. Одним из отражений этой ситуации стал уход на пенсию Георге Пинтилие в 1963. Однако в последние месяцы правления Георгиу-Дежа экс-директор Секуритате не преследовался и даже не критиковался.
Положение изменилось после смерти Георгиу-Дежа, когда генеральным секретарём ЦК стал Николае Чаушеску. Была начата кампания разоблачений по типу ХХ и XXII съездов КПСС. Поднялся и вопрос о «злоупотреблениях в органах государственной безопасности». Практически сразу после смены генсека Георге Пинтилие был выведен из состава ЦК. В 1968 состоялась посмертная реабилитация Лукрециу Пэтрэшкану, после чего Пинтилие был исключён из РКП. Но иным преследованиям он не подвергся. Несмотря на исключение и критику его деятельности, партийно-государственное руководство довольно почтительно относилось к Пинтилие. В 1971, к 50-летнему юбилею РКП, президент Чаушеску наградил его орденом Тудора Владимиреску.
Более двадцати лет Георгие Пинтилие прожил в Бухаресте частной жизнью. Находился под наблюдением Секуритате. На критику публично не реагировал. По многочисленным свидетельствам, злоупотреблял спиртным. Другим излюбленным занятием многолетнего начальника коммунистической госбезопасности стало внимательное прослушивание передач Радио Свободная Европа.
Скончался Георге Пинтилие 11 августа 1985 в возрасте 83 лет. Похоронен в военной части престижного бухарестского кладбища Генча.

## Особенности характера
В характере Георге Пинтилие, наряду с жестокостью и авантюризмом, отмечались такие черты, как резкость, импульсивность, но также — педантичное упорство, служебная усидчивость и дотошность. Отличался физической выносливостью, в кабинете директора Секуритате нередко оставался до глубокой ночи. До глубокой старости носил кепку «под Ленина». По-румынски говорил с сильным русским акцентом, «архаично и вульгарно». Много злоупотреблял алкоголем, предпочитая водку, непрерывно курил дешёвые сигареты «Plugar».

## Семья
Георге Пинтилие был женат на коммунистической активистке Ане Томе, советнице Анны Паукер. Ана Тома скончалась в 1991, после Румынской революции. В браке супруги имели двух приёмных детей — сына Раду и дочь Иоану. Раду Пинтилие скончался в молодом возрасте. Иоана Пинтилие после смерти отчима эмигрировала в Израиль, где стала известным архитектором. Выступала в послереволюционных румынских СМИ в защиту Георге Пинтилие.